# Kruszwica
Kruszwica (niem. Kruschwitz) – miasto w Polsce, w województwie kujawsko-pomorskim, w powiecie inowrocławskim, nad jeziorem Gopło. Siedziba gminy miejsko-wiejskiej Kruszwica. W latach 1975–1998 miejscowość administracyjnie należała do województwa bydgoskiego. Miasto należy do Związku Miast Polskich.
Kruszwica jest ważnym ośrodkiem gospodarczym, handlowym i kulturalnym regionu. Znajdują się tu zakłady przemysłu spożywczego. Ogromną rolę w życiu miasta odgrywa turystyka, związana z początkami polskiej państwowości.
Według danych GUS z 31 grudnia 2022 roku Kruszwica liczyła 9161 mieszkańców.

## Położenie
Miasto królewskie Kruszwica położone było w II połowie XVI wieku w powiecie kruszwickim województwa brzeskokujawskiego i należało do starostwa kruszwickiego.
Pod względem historycznym Kruszwica leży na Kujawach i była pierwszą ich stolicą.
Miasto położone jest na północnym brzegu jeziora Gopło, w miejscu wypływania z niego rzeki Noteci.
Według regionalizacji fizycznogeograficznej Polski Kruszwica leży na pograniczu dwóch mezoregionów: Pojezierza Żnińsko-Mogileńskiego i Równiny inowrocławskiej, stanowiących część makroregionu Pojezierza Wielkopolskiego.

## Historia
Najstarsze ślady osadnictwa pochodzą z neolitu – ok. 3900–1800 p.n.e. Na ok. 500 rok p.n.e. datuje się gród na Ostrowie Rzępowskim (obecnie Półwysep Rzępowski). Osadnictwo na tym terenie było podyktowane żyznością gleb, bogactwami naturalnymi i dogodnym położeniem geograficznym. Rozwojowi Kruszwicy sprzyjało położenie na „szlaku bursztynowym” i na szlaku z Wielkopolski na Ruś. Szlak wodny prowadzący od Warty, poprzez jezioro Gopło do Wisły był dodatkowym atutem Kruszwicy.
Kruszwica w tym czasie była niewielką osadą o charakterze otwartym. Najprawdopodobniej głównym grodem plemienia Goplan była silnie broniona osada w Mietlicy, położona ok. 20 km w kierunku południowym od Kruszwicy. W IX wieku plemię Goplan zostało włączone do państwa Polan. Dlatego w X i XI wieku Kruszwica stała się znaczącym ośrodkiem miejskim z grodem na wyspie, gdzie rezydowali polscy królowie i książęta. Bujny rozkwit zachwiało spalenie miasta przez księcia Władysława Hermana w 1096, kiedy to gród uwikłany był w konflikt, udzielając schronienia zbuntowanemu Zbigniewowi. Jednak w XII i do połowy XIII wieku nastąpiły ponowny rozwój miasta i wzrost liczby mieszkańców.
Od końca XII wieku gród był siedzibą kasztelanii kruszwickiej. Zbudowano wtedy romańską kolegiatę św. Piotra i Pawła oraz kościół grodowy św. Wita. W XII wieku powstały także kolejne kościół szpitalny pod wezwaniem św. Gotarda i miejski św. Klemensa. W tym samym czasie Kruszwica była stolicą diecezji kruszwickiej. Czasy Bolesława Krzywoustego i Bolesława Kędzierzawego były pomyślne dla Kruszwicy.
Od 1271 roku następuje upadek grodu. W tym samym roku Kruszwica zostaje spalona przez Bolesława Pobożnego. W latach 1332–1337 gród wszedł we władanie Krzyżaków. W latach 1350–1355 z rozkazu Kazimierza Wielkiego wzniesiono zamek (z „Mysią Wieżą”) – siedzibę kasztelani i starostwa. W XIV w. Kruszwica stała się siedzibą sądów: ziemskiego i grodzkiego. Władysław Jagiełło w 1422 roku nadał Kruszwicy magdeburskie prawa miejskie. Poprzednia lokacja miasta na zachodnim brzegu Gopła dokonana prawdopodobnie w 1303 przez księcia kujawskiego i łęczyckiego nie powiodła się.

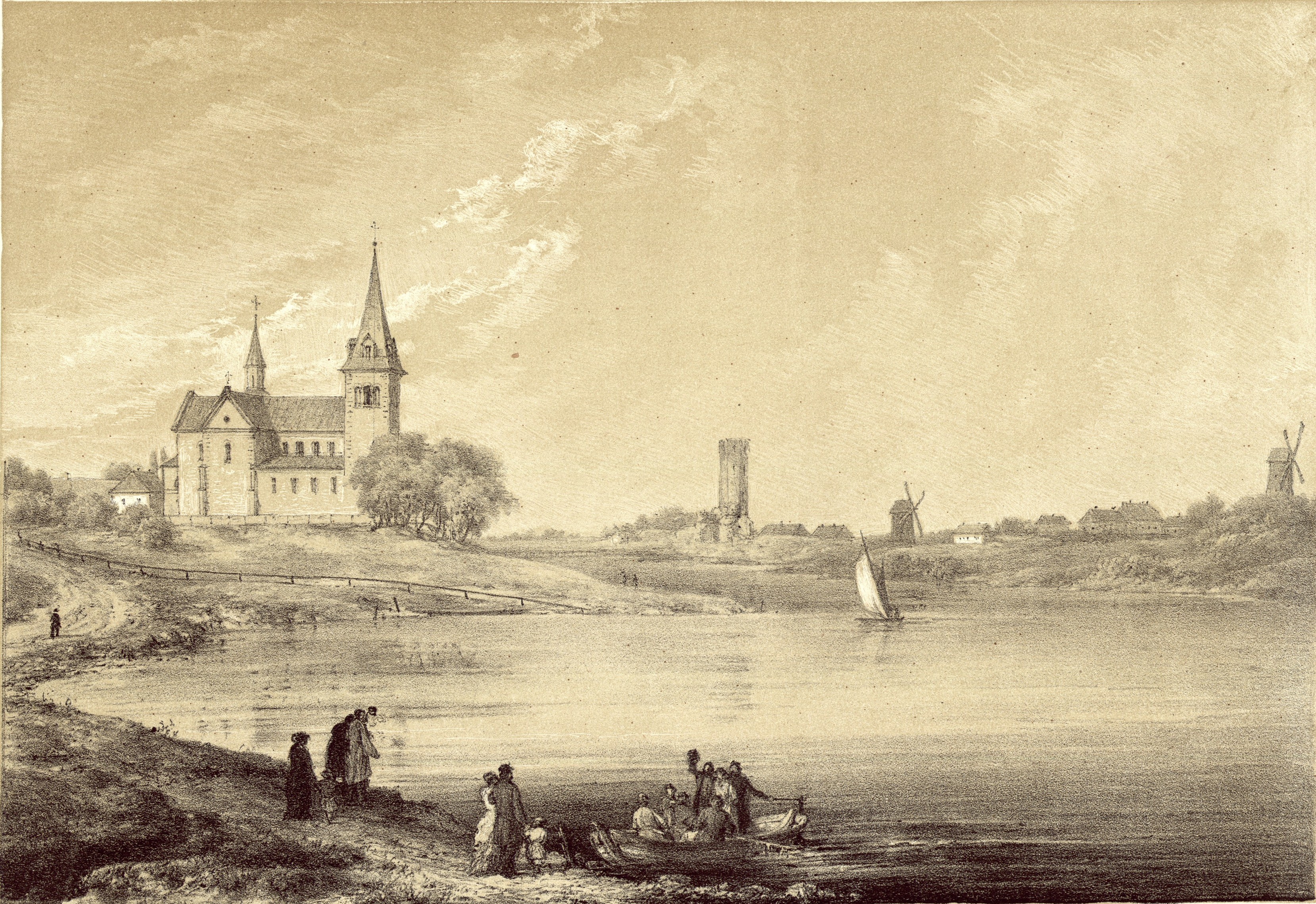
Kruszwica na litografii Napoleona Ordy (1880)

Potop szwedzki, mający miejsce w latach 1655–1660 spowodował zniszczenie miasta i spalenie jego zamku.
W wyniku I rozbioru polski Kruszwica 5 sierpnia 1772 została włączona do zaboru pruskiego. Przez cały okres panowania pruskiego piastowski gród był dla Polaków symbolem patriotyzmu i polskości.
Miasto systematycznie, lecz powoli rozwijało się. Koniec XIX w. był dla Kruszwicy zdecydowanie korzystny, gdyż oddano do żeglugi uregulowaną Noteć, która połączyła Kruszwicę z Kanałem Bydgoskim. W mieście wybudowano także cukrownię.
Okres międzywojenny to dalszy rozwój miasta, w szczególności poczyniono duże inwestycje w sektorze rolno-spożywczym. Tendencja została zachowana i w latach 1952–1956 wybudowano zakłady przemysłu tłuszczowego oraz Wytwórnię Win i Przetworów Owocowo-Warzywnych, które w 1976 roku otrzymały największą w Polsce olejarnię (90 000 ton oleju rocznie).
W czerwcu 1960 r. odbyły się w Kruszwicy uroczystości, które inaugurowały ogólnokrajowe obchody Tysiąclecia Państwa Polskiego.
W 2022 roku miasto obchodziło jubileusz 600-lecia nadania praw miejskich.

## Legendy
Legendy związane z Kruszwicą:
- O Popielu, którego zjadły myszy
- O ubogim Piaście Kołodzieju (protoplaście dynastii Piastów)
- Państwo królowej Goplany

## Zabytki
- Układ urbanistyczny Starego Miasta
- Ruiny późnogotyckiego zamku – z pozostałą Mysią Wieżą, basztą o wysokości 32 m, z której rozpościera się widok na miasto i jezioro Gopło[16]
- Kolegiata św. Piotra i Pawła – z 1120–1140 w stylu romańskim, później wielokrotnie przebudowywana, między innymi w latach 1856–1859, pierwotny kształt romański nadano jej w latach 1954–1956 w trakcie prac konserwatorskich pod kierunkiem prof. Jana Zachwatowicza
- Kościół kopułowy św. Teresy od Dzieciątka Jezus – z 1922, znajdujący się na Rynku miejskim według projektu Stefana Cybichowskiego
- Wieża ciśnień przy ul. Portowej w Kruszwicy
- Zabudowania cukrowni z XIX wieku
- Grodzisko wczesnośredniowieczne na południowym końcu Półwyspu Rzępowskiego
- Stary budynek przystani Klubu Wioślarskiego „Gopło”
- Zabytkowy pałac przy ul. Popiela 3 – będący siedzibą Parku Krajobrazowego "Nadgoplański Park Tysiąclecia"[17]

Wybrane zabytki miasta
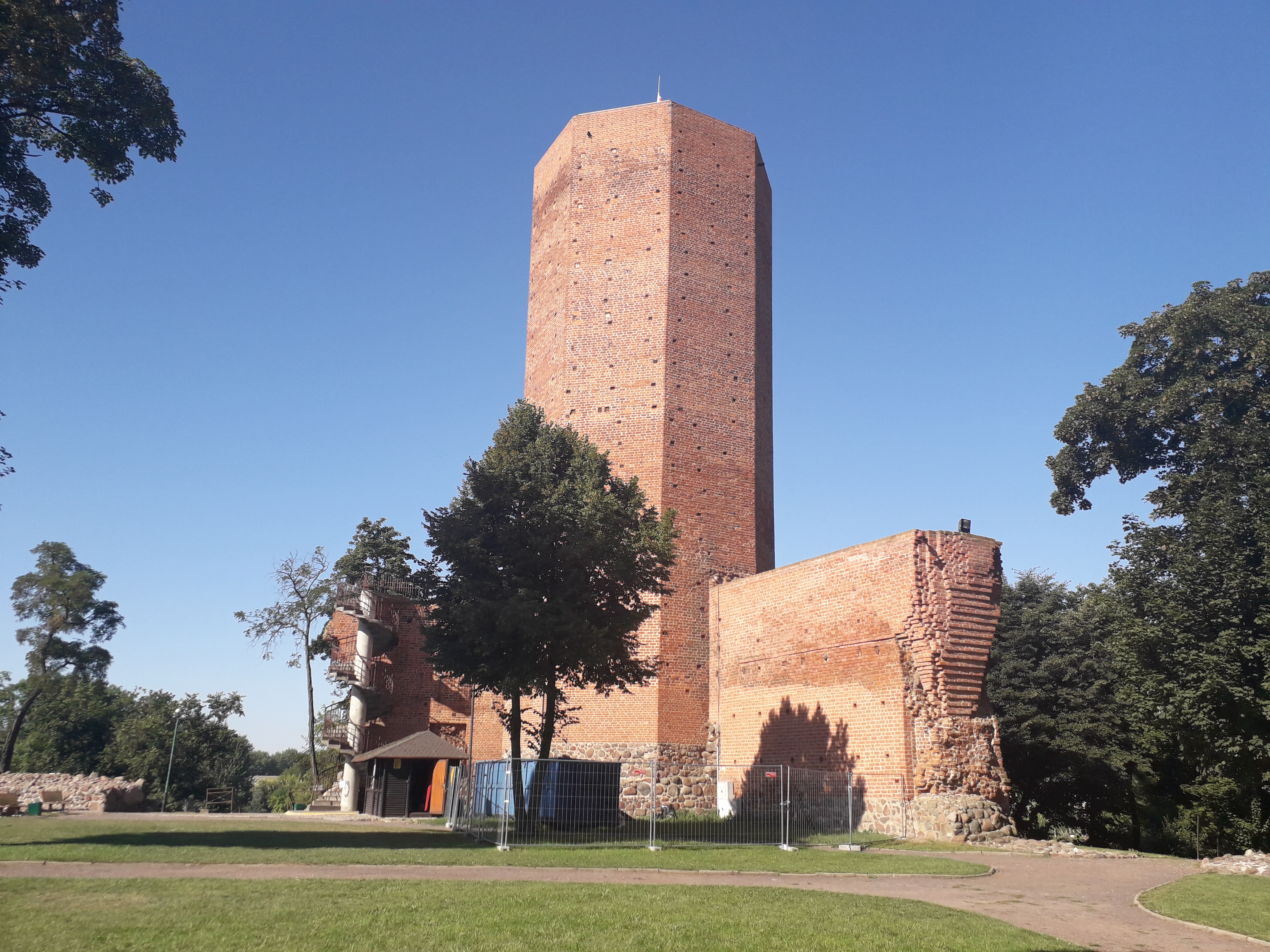
Ruiny zamku
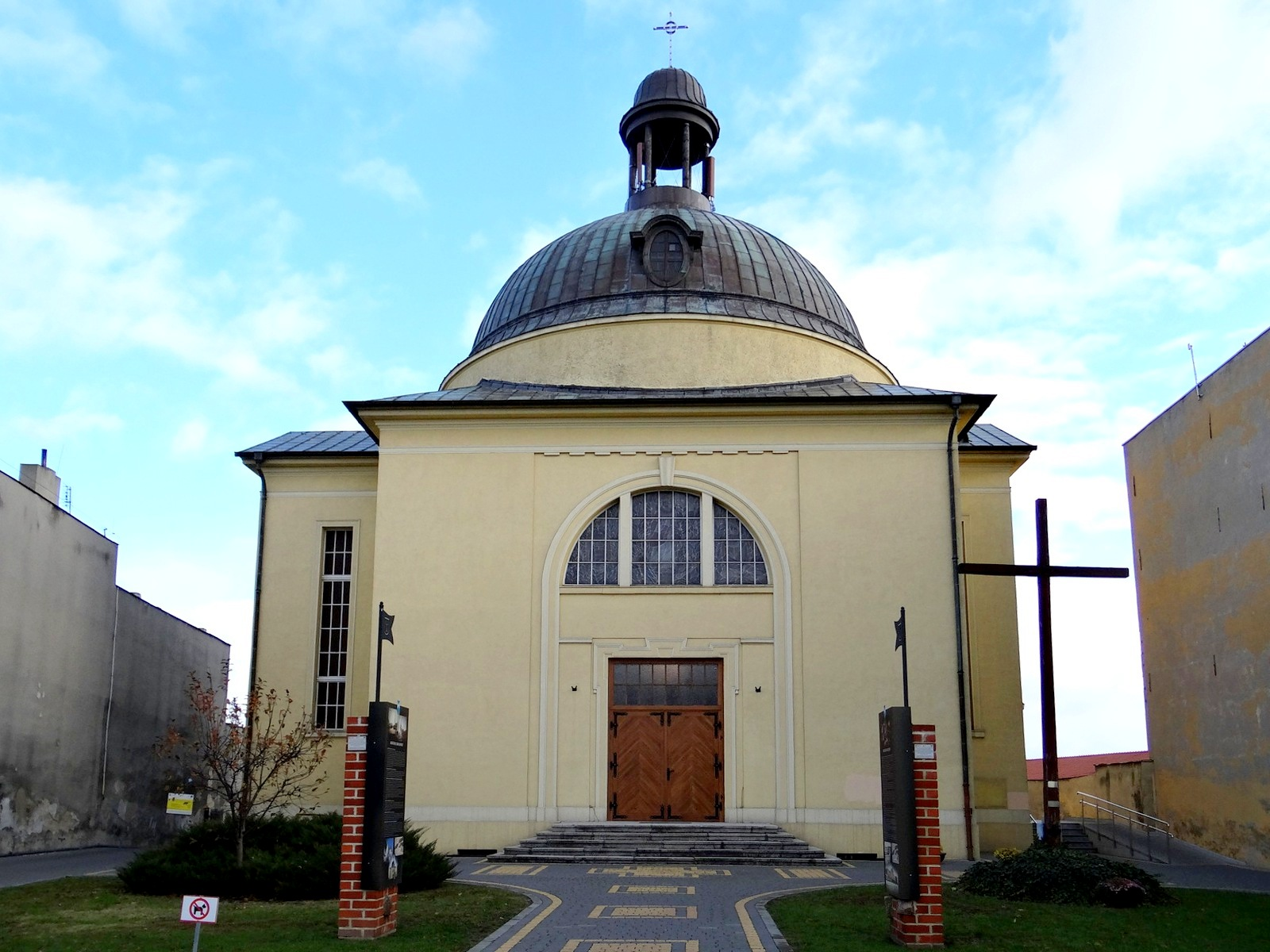
Kościół św. Teresy
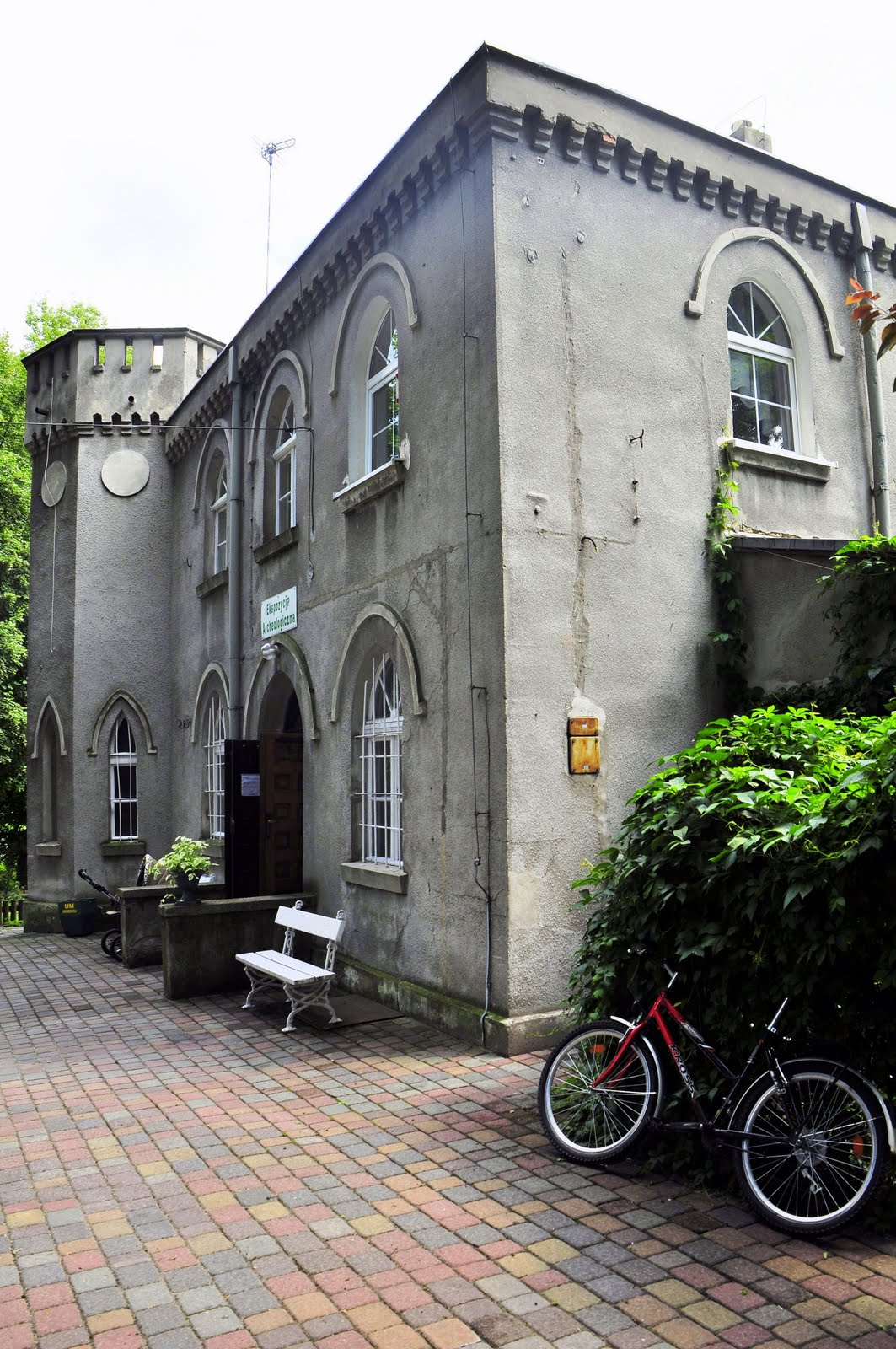
Pałac
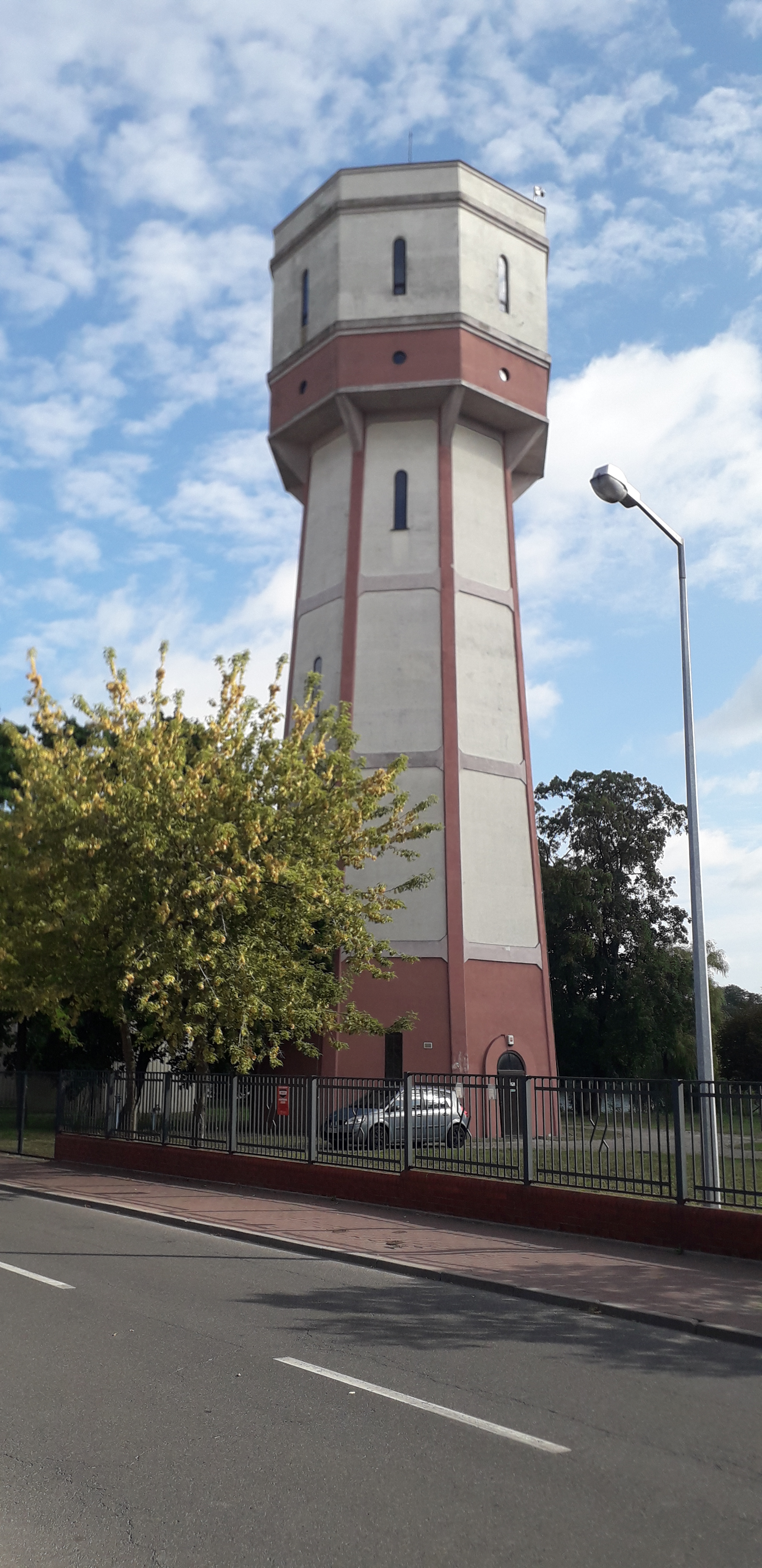
Wieża ciśnień

## Demografia
Zmiany liczby ludności Kruszwicy na przestrzeni ostatnich 90 lat.

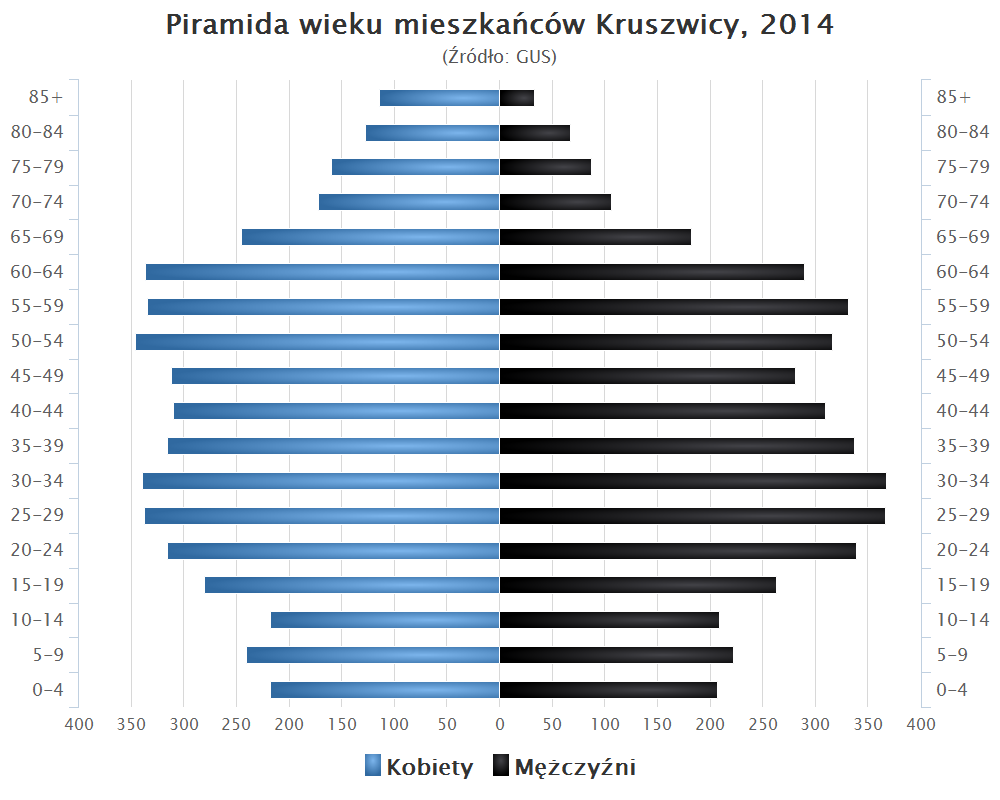
Piramida wieku mieszkańców Kruszwicy w 2014 roku

Według danych GUS z 30.06.2015 roku miasto miało 9035 mieszkańców.

## Części miasta
Osiedla kruszwickie:
- Osiedle Robotnicze
- Osiedle Tysiąclecia
- Osiedle Zagople
- Stare Miasto
- Śródmieście
- Kobylniki
- Łagiewniki
- Grodztwo Południowe
- Grodztwo Wschodnie
- Bródzki
- Tryszczyń

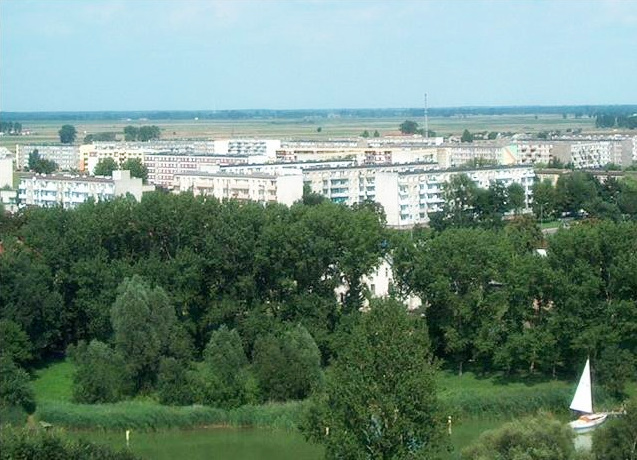
Osiedle Zagople

1 stycznia 2021 roku powiększono obszar miasta, w wyniku czego wieś Łagiewniki oraz Osady Tryszczyńskie, Szosa Radziejowska i Szosa Tryszczyńska, będące wcześniej częściami wsi Grodztwo, stały się częściami miasta.

## Gospodarka

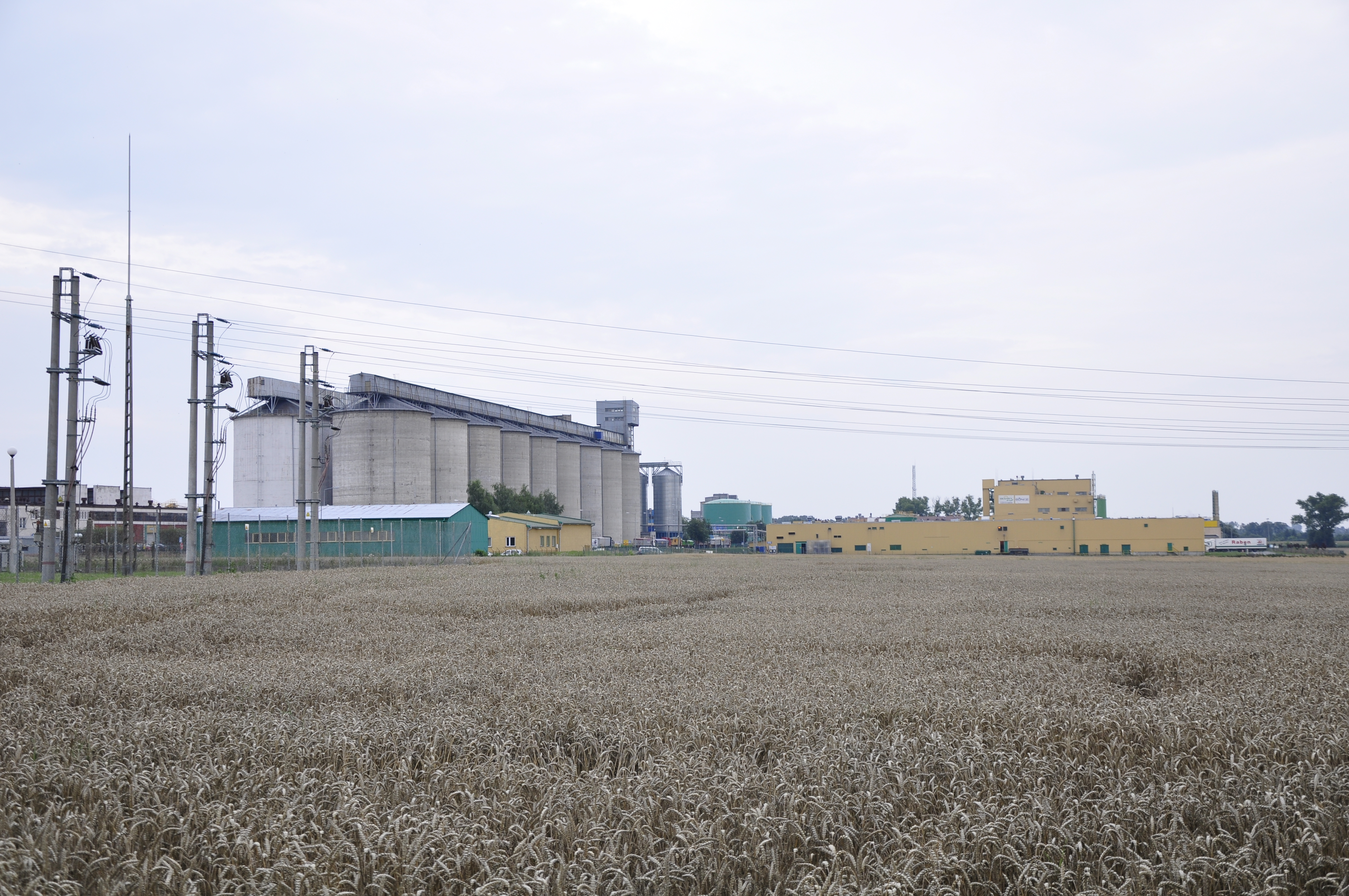
Zakłady Tłuszczowe w Kruszwicy

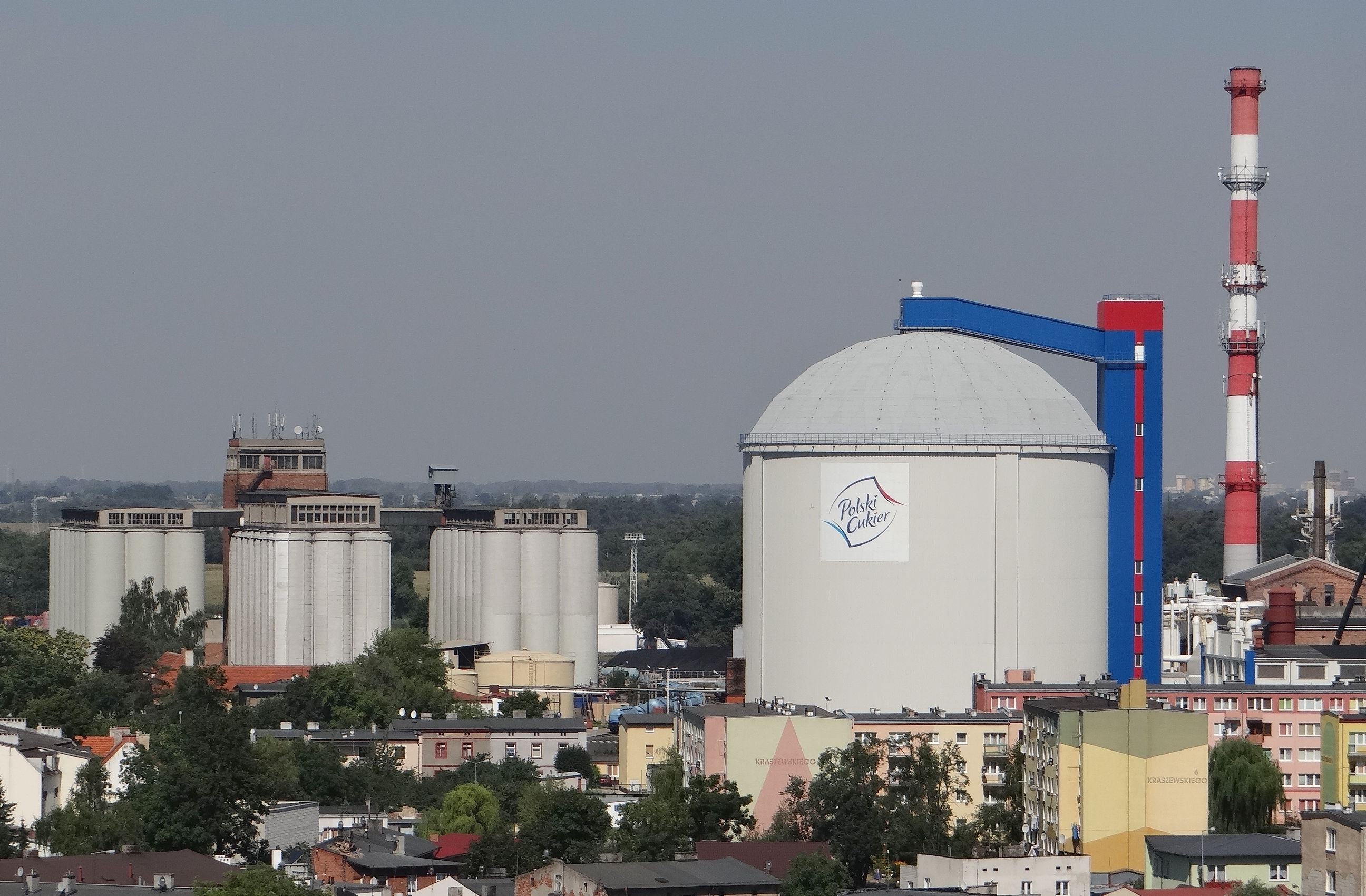
Cukrownia Kruszwica

Kruszwica jest ośrodkiem przemysłowo-rolniczym z dobrze rozwiniętym przemysłem spożywczym. Położenie miasta w czystym rejonie o dobrze rozwiniętym rolnictwie spowodowało znaczny rozwój przemysłu spożywczego opartego na miejscowym rolnictwie. Ogółem zarejestrowanych jest ponad 1095 podmiotów gospodarczych. W mieście do większych zakładów należą:
- Zakłady Tłuszczowe Kruszwica S.A.
- Polskie Zakłady Zbożowe Kruszwica
- Cukrownia Kruszwica
- Berry Superfos
- Eres S.A.

W części miejscowości działało Państwowe Gospodarstwo Rybackie Kruszwica.
Miasto posiada rozwiniętą infrastrukturę komunalną, jest zgazyfikowane, zelektryfikowane, istnieją wodociągi, oczyszczalnia ścieków. W mieście istnieją rozwinięte handel oraz usługi, znajdują się sklepy, hurtownie, warsztaty, biura. Istnieją dwie placówki poczty, komenda policji, hotele, restauracje, apteki, stacje benzynowe, stacje obsługi samochodów, kafejki, puby, kluby, pizzerie, bary. W Kruszwicy jest ulokowanych wiele marketów. Znajdują się tu dwa sklepy sieci Delikatesy Centrum, Biedronka oraz market Lidl, do tego wiele innych średnich i mniejszych sklepów. Miasto jest zapleczem usługowo-handlowym dla całej gminy Kruszwica oraz okolicznych gmin.

## Transport
Kruszwica jest położona na ważnych szlakach komunikacyjnych. Linia kolejowa nr 231 jest eksploatowana tylko na odcinku Inowrocław Rąbinek – Kruszwica. W mieście od lat 90. XX wieku nie zatrzymują się pociągi pasażerskie (z wyjątkiem kursów turystycznych).
Przez miasto przebiegają następujące drogi:
- 62 – droga krajowa nr 62 Strzelno – Kruszwica – Włocławek – Płock – Wyszków – Drohiczyn – Siemiatycze
- 412 – droga wojewódzka nr 412 Kruszwica – Tupadły

W roku 2023 w mieście przeprowadzono przebudowę drogi krajowej nr 62, w ramach której pod mostem na Gople powstała kładka pieszo-rowerowa.
Przez Kruszwicę lub w jej najbliższym sąsiedztwie przebiegają następujące linie kolejowe:
- Linia 231 (Inowrocław Rąbinek – Mogilno)
- Linia 131 (Chorzów Batory – Tczew)

Z miasta można dojechać bezpośrednim autobusem do Inowrocławia, Bydgoszczy, Torunia, Warszawy, Gdyni, Zakopanego i wielu innych dużych miast w całym kraju. Wiele z połączeń zapewnia kruszwicki przewoźnik: „Nadgoplańska Komunikacja Autobusowa”.

## Bezpieczeństwo

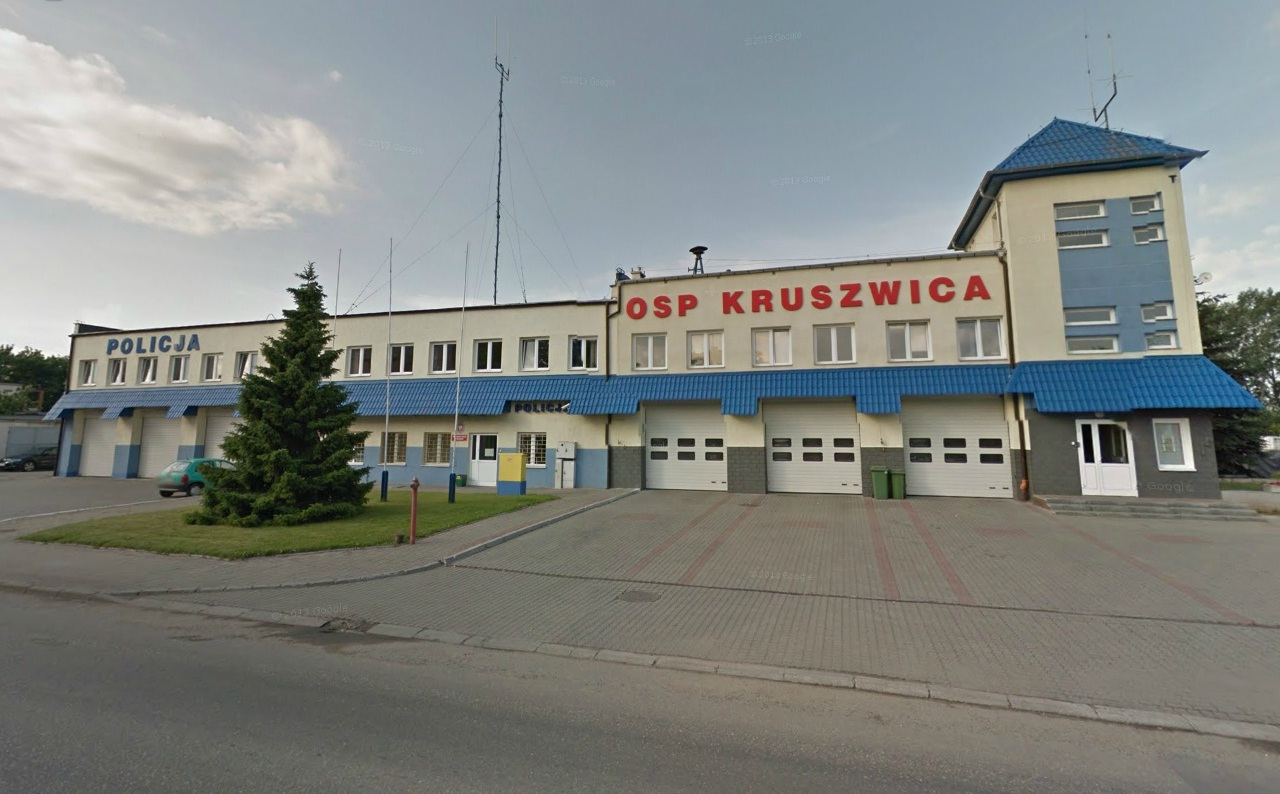
Komisariat Policji oraz OSP Kruszwica

Instytucje dbające o porządek publiczny i bezpieczeństwo w mieście:
- Komisariat Policji w Kruszwicy
- Straż Ochrony Kolei (funkcjonariusze dojeżdżają)
- Straż Parku Krajobrazowego w Kruszwicy
- Służba Leśna Nadleśnictwa Miradz
- Jednostka Operacyjno-Techniczna nr 1 Straży Pożarnej w Kruszwicy
- Jednostka Operacyjno-Techniczna nr 2 Straży Pożarnej ZSP ZT „Kruszwica”
- Jednostka Operacyjno-Techniczna nr 3 Straży Pożarnej ZSP Cukrownia „KRUSZWICA”
- Stacja Pogotowia Ratunkowego w Kruszwicy
- Wodne Ochotnicze Pogotowie Ratunkowe w Kruszwicy

Kruszwicka Straż Pożarna odnotowała w 2011 roku 379 wyjazdów alarmowych.

## Edukacja

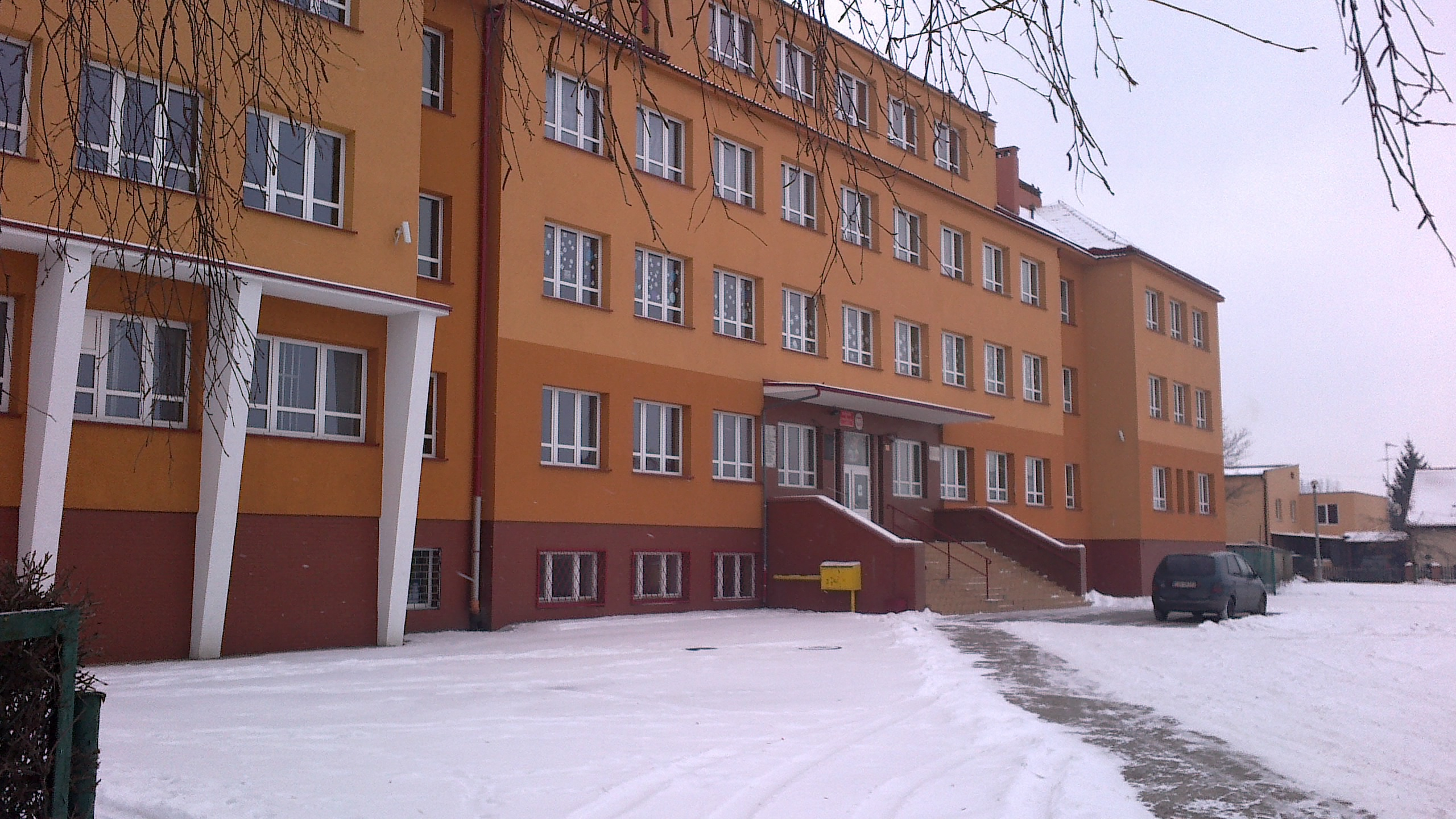
Szkoła Podstawowa nr 2 im. Tysiąclecia Państwa Polskiego

Kruszwica jest centrum edukacyjnym dla okolicznych miejscowości. W mieście istnieją cztery zespoły szkół.
Zespół Szkół Samorządowych nr 1 w Kruszwicy (ZSS nr 1)
- Przedszkole Samorządowe nr 1 „Nad Gopłem” w Kruszwicy
- Gimnazjum nr 1 im. Mikołaja Kopernika w Kruszwicy (do końca roku szkolnego 2018/2019, likwidacja wskutek reformy edukacji)
- Szkoła Podstawowa nr 1 im. Jana Kasprowicza w Kruszwicy

Zespół Szkół Ogólnokształcących w Kruszwicy
- Przedszkole Samorządowe nr 3 w Kruszwicy
- Gimnazjum nr 2 im. PCK w Kruszwicy (do końca roku szkolnego 2018/2019, likwidacja wskutek reformy edukacji)
- Szkoła Podstawowa nr 2 im. Tysiąclecia Państwa Polskiego w Kruszwicy
- Liceum Ogólnokształcące im. Juliusza Słowackiego w Kruszwicy

Zespół Szkół Ponadgimnazjalnych im. Kazimierza Wielkiego w Kruszwicy
Zespół Szkół Ponadgimnazjalnych w Kobylnikach (województwo kujawsko-pomorskie)

## Kultura
Kruszwica jest centrum kulturalnym dla okolicznych miejscowości. W mieście istnieje kilka placówek kulturalnych, które wypełniają ofertę kulturalną miasta.
- Centrum Kultury i Sportu „Ziemowit” – Przedmiotem działania CKiS jest zaspokojenie potrzeb kulturalnych społeczeństwa poprzez tworzenie i upowszechnienie różnych dziedzin kultury. Zadaniami Centrum są tworzenie warunków dla rozwoju amatorskiego ruchu artystycznego, a także edukacja kulturalna i wychowanie przez sztukę. Inne równie ważne funkcje to między innymi organizacja wystaw, konkursów, koncertów, przeglądów i festiwali oraz imprez kulturalnych. Działają tutaj: zespoły muzyczne, taneczne, folklorystyczne oraz sekcje: wokalna, teatralna, plastyczna, rękodzielnictwa artystycznego i nauki gry na gitarze. CKiS posiada również bazy noclegową i sportową (boiska piłkarskie, korty). CKiS co roku zajmuje się organizacją takich imprez jak Dni Kruszwicy czy Majówka z CKiS.
- Galeria Ewy Lewańskiej – mieści się w budynku Przedszkola Samorządowego nr 3 im. Ewy Lewańskiej przy ul. Niepodległości. Zbiór liczy 47 obrazów. W przedszkolu znajduje się także salonik, wraz z meblami i bibelotami z okresu życia malarki. W roku 2000 stworzono ścieżkę edukacyjną „Ewa Lewańska – kruszwicka malarka”, której celem jest przybliżenie społeczeństwu postaci artystki.
- Nadgoplański Zespół Folklorystyczny.
- Miejsko-Gminna Biblioteka Publiczna im. Stanisława Przybyszewskiego, wraz z filiami m.in. Filia „Zagople” w Kruszwicy, bierze udział w programie „Ikonka”, który ma za zadanie udostępnianie zasobów biblioteki w formie elektronicznej.
- Nadgoplańska Orkiestra Dęta – wcześniej działająca na terenie Gminy Jeziora Wielkie. Nadgoplańska Orkiestra Dęta została przeniesiona z Jezior Wielkich po rezygnacji poprzedniego kapelmistrza, Wojciecha Skowrona.[28] Orkiestra działa także na terenie Niepublicznej Szkoły Podstawowej w Racicach[29].

W Kruszwicy od kilku lat organizowane są również dwa duże wydarzenia: Kujawskie Nowalijki i Kujawskie Misterium Męki Pańskiej.

## Baza noclegowa

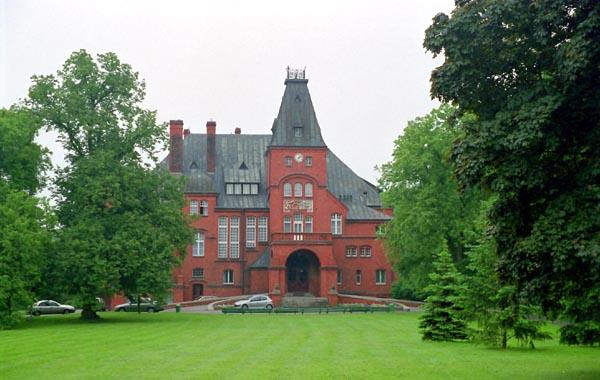
Pałac pełniący rolę luksusowego hotelu

Kruszwica jest miastem, które dużą szansę na rozwój widzi w turystyce. W mieście istnieją: Centrum Kultury i Sportu „Ziemowit” z miejscami noclegowymi, z zadbanym stadionem oraz kortami tenisowymi, Hotel „U Piasta Kołodzieja” przy restauracji „Zajazd u Piasta Kołodzieja" pod Mysią Wieżą, Hotel „Magdalenka” usytuowany nad samym Jeziorem Gopło, a w dzielnicy Kobylniki znajduje się pałac wybudowany w stylu francuskim pełniący funkcje hotelu. W Kruszwicy znajdują się też domki letniskowe i pola namiotowe.

## Turystyka

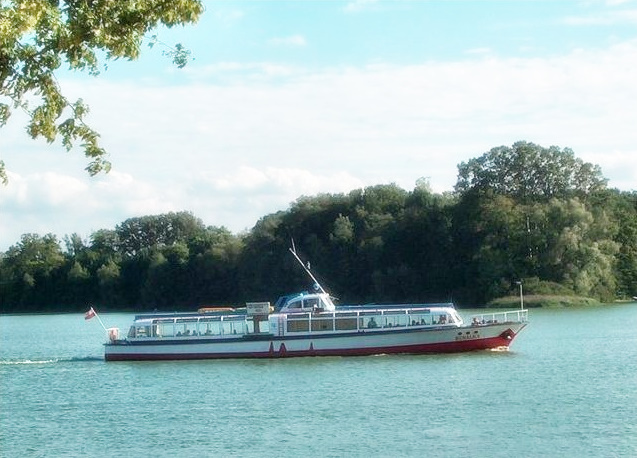
Statek wycieczkowy „Rusałka”

Miasto jest dobrze przygotowane do przyjęcia turystów, których z roku na rok przybywa coraz więcej, w tym coraz liczniejszą grupę stanowią cudzoziemcy. Miasto posiada rozwiniętą sieć gastronomiczną w tym 4 pizzerie, 3 bary, 3 restauracje i wiele innych. W Kruszwicy czekają na turystów także rejsy statkiem po jeziorze, wypożyczalnie jachtów, kajaków oraz rowerów wodnych, stadnina koni i przejażdżki bryczką po okolicy, plaże i kąpieliska, tarasy widokowe na jezioro i inne atrakcje.
Po jeziorze pływa od 1971 roku statek wycieczkowy „Rusałka”, dawny szczeciński tramwaj wodny „Margitka”. Od 2021 roku dodatkową atrakcję wodną zapewnia "Barwanna".
W Kruszwicy co roku organizowane są regaty wioślarskie o puchar Europy i Polski, a także kilku mniejszych kategorii. Kruszwica była gospodarzem m.in. Młodzieżowych Mistrzostw Europy w czerwcu 2024 roku.

## Media
Działa tu kilka internetowych serwisów informacyjnych o charakterze prasowym. Należą do nich założona w grudniu 2014 roku MojaKruszwica.pl oraz serwis informacyjny Kurier Kruszwicki. Jedynym obecnie wydawanym pismem lokalnym jest Panorama Kruszwicka. Miesięcznik samorządowy istnieje od 1992 roku. Istnieje również portal FaktyKruszwica, który powstał w 2018 roku..

## Sport
W Kruszwicy znajduje się kilka klubów reprezentujących różne dyscypliny sportowe. Są to:
- Klub Piłkarski „Gopło”
- Klub Wioślarski Gopło Kruszwica
- Klub UKS Basket 2010 Kruszwica
- Piast Kruszwica – tenis stołowy
- Towarzystwo Gimnastyczne „Sokół Nadgoplański”
- Liga Obrony Kraju – sekcje:
  - Strzelectwo – Kobylniki
  - Modelarstwo Kartonowe – Kobylniki
  - Klub Żeglarski „Popiel”
- Zrzeszenie Ludowe Zespoły Sportowe w Kruszwicy obejmuje kilka sekcji, m.in.:
  - LIUKS Kruszwica – sekcja LA
  - LZS Zjednoczeni Szarlej, LZS Fregata Polanowice, LZS Kujawiak Sukowy – piłka nożna
  - LZS Sławsk Wielki, LZS „Piast” Kobylniki – sekcja siatkówki

W latach 2017–2022 na Gople organizowany był „Aquathlon” – wydarzenie sportowe, podczas którego zawodnicy musieli wykazać się formą w bieganiu oraz pływaniu. Nadzór nad imprez sprawowały Gmina Kruszwica i Nadgoplańskie Wodne Ochotnicze Pogotowie Ratunkowe.

## Wspólnoty wyznaniowe
Kościół rzymskokatolicki:

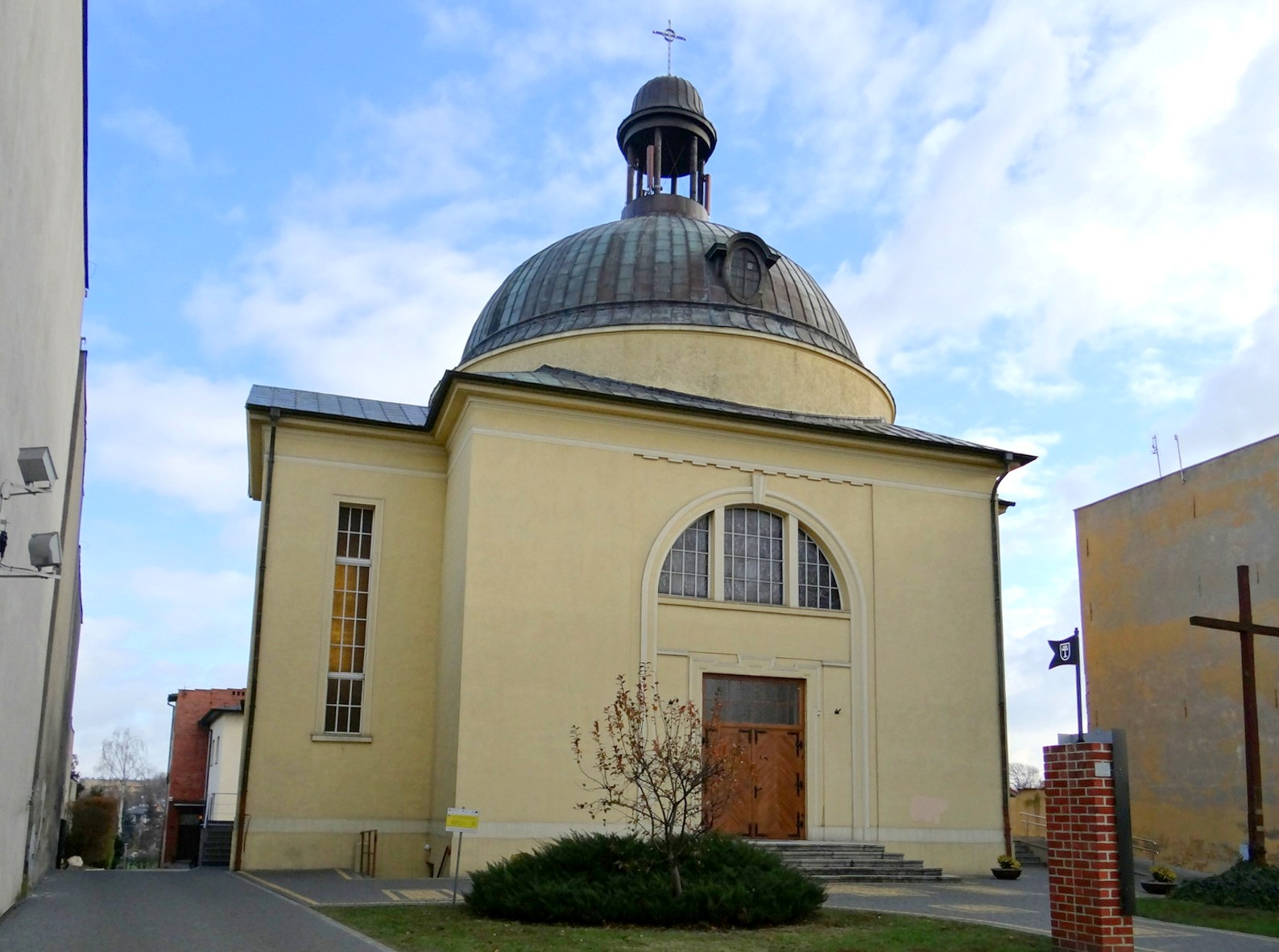
Kościół św. Teresy od Dzieciątka Jezus w Kruszwicy

- Parafia Świętych Apostołów Piotra i Pawła w Kruszwicy
- Parafia św. Teresy od Dzieciątka Jezus w Kruszwicy

Miasto jest siedzibą Dekanatu Kruszwickiego.
Świadkowie Jehowy:
- zbór Kruszwica (Sala Królestwa)[39].

## Zieleń miejska

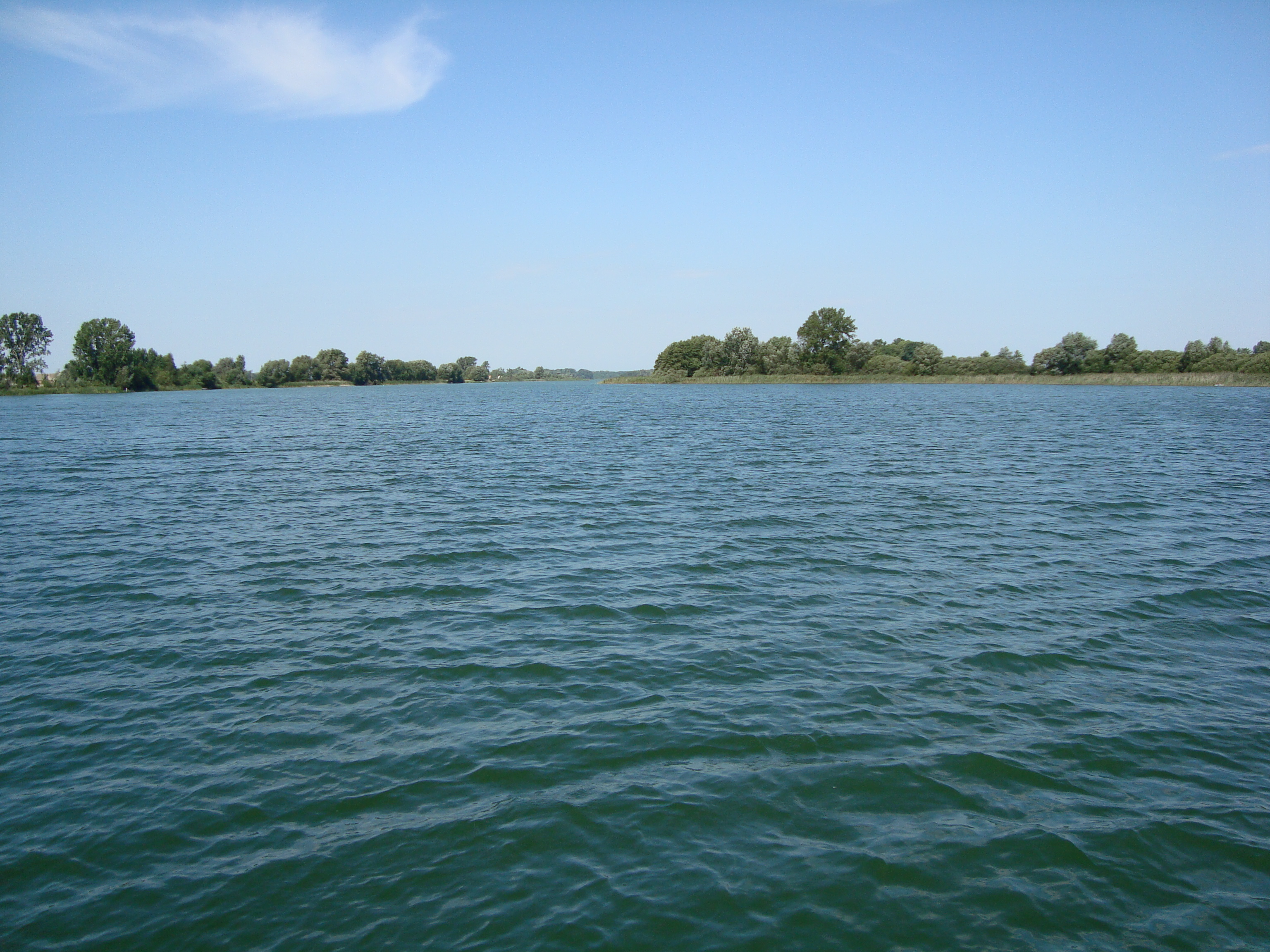
Jezioro Gopło

Najbardziej zielonym i odpowiednim do wypoczynku miejscem w mieście jest Półwysep Rzępowski nad jeziorem Gopło. Został on zrewitalizowany w 2012 roku.
Zlokalizowany jest tu Nadgoplański Park Tysiąclecia. Jest to park krajobrazowy, który ma w dalekiej przyszłości stać się parkiem narodowym.
Dodatkową atrakcję stanowi plaża z okolicznym terenem nad Jeziorem Tryszczyń.

## Książki, których akcja toczy się w Kruszwicy
- Balladyna, Juliusza Słowackiego
- Stara Baśń, Józefa Ignacego Kraszewskiego
- Lublana
- Popiel – syn popiołów, Witold Jabłoński
- Myszeida, Ignacego Krasickiego
- Lilla Weneda, Juliusza Słowackiego
- Król Duch, Juliusza Słowackiego
- Zmierzch Popielitów, Stanisław Helsztyński
- Syn Popiela, W. Bodnicki
- Śpiewy historyczne, J.U. Niemcewicz, wiersz „Piast”
- Sonety znad Gopła, Jan Kasprowicz
- Dagome Iudex – trylogia autorstwa Zbigniewa Nienackiego (miasto występuje pod nazwą Kruszwic),
- Gopło, Wincenty Pol
- Król Popiel, Czesław Miłosz
- wiersze Janusza Drzewuckiego: Ulica Kolegiacka w Kruszwicy; Powrót do Kruszwicy; Kruszwica, lipiec, pełnia życia; Widok z Mysiej Wieży
- „Dygot”, Jakub Małecki